# Jiezhou
Jiezhou (kinesiska: 解州, 解州镇) är en köping i Kina. Den ligger i provinsen Shanxi, i den norra delen av landet, omkring 360 kilometer sydväst om provinshuvudstaden Taiyuan. Antalet invånare är 57 773. Befolkningen består av 28 391 kvinnor och 29 382 män. Barn under 15 år utgör 16,0 %, vuxna 15-64 år 75 %, och äldre över 65 år 8,0 %. Jiezhou ligger vid sjön Xiao Chi.
Genomsnittlig årsnederbörd är 679 millimeter. Den regnigaste månaden är juli, med i genomsnitt 160 mm nederbörd, och den torraste är december, med 2 mm nederbörd.